# TVShowsOnDVD.com
TVShowsOnDVD.com é um website dedicado a catalogar, fazer campanhas e transmitir noticias sobre os lançamentos em DVD de séries de televisão na Região 1. O lema do site é "Is YOUR Favorite Show On DVD?" ("a SUA série favorita está em DVD", em tradução livre).
Desde fevereiro de 2007, o site é afiliado com o TV Guide.